# Carmen van het Noorden (2009)
Carmen van het Noorden is een Nederlandse film uit 2009, gebaseerd op de novelle Carmen uit 1845 van Prosper Mérimée, bekend van de ook erop gebaseerde opera Carmen en de film uit 1919, Een Carmen van het Noorden. De film werd geregisseerd door Jelle Nesna, kleinzoon van Hans Nesna die de film uit 1919 met Maurits Binger maakte.

## Verhaal
Joz (Tygo Gernandt) krijgt als jonge agent in Rotterdam van zijn cheffin Lisa (Margreet Boersbroek) opdracht om de moord op de prostituee Maria te onderzoeken. Bij dat onderzoek ontmoet hij Carmen (Sanguita Akkrum). Hij raakt zo verliefd op haar dat hij het uitmaakt met zijn verloofde Maryam (Mounira Hadj Mansour); Carmen reageert daar echter onverschillig op, ze wil zich niet binden. Ook lijdt Joz' werk er zo onder dat hij op non-actief wordt gesteld, en Simon (Thom Hoffman) de zaak overneemt. Toch gaat Joz verder met zijn onderzoek. Hij ontdekt dat Carmens broer Steve (Sergio IJssel), die gearresteerd is, onschuldig is, en bevrijdt hem. Uit jaloezie valt hij Carmen aan. Vrienden van Carmen regelen de vlucht van Joz en Steve naar het buitenland. Uiteindelijk blijkt Lisa de moord gepleegd te hebben omdat haar man Koen (Kürt Rogiers) klant geweest is bij Maria. Ze schiet Joz neer.
Het verhaal wordt becommentarieerd door rapper Duvel.

## Rolverdeling
- Tygo Gernandt (rechercheur Joz)
- Sanguita Akkrum (Carmen)
- Thom Hoffman (rechercheur Simon)
- Margreet Boersbroek (Lisa)
- Sergio IJssel (Steve)
- Mounira Hadj Mansour (Maryam, verloofde van Joz)
- Vincent Vianen (Emilio)
- Kürt Rogiers (Koen)
- Timo Ottevanger (Manuel)
- Jeroen Bos (Hans)
- Gery Mendes (Toreador)
- Sylvana van Haren (viswijf)
- Rodney Polak (Rodney)
- Ids van der Krieken (Joz’ vader)

## Achtergrond
De originele film baseerde zich op het boek Carmen van schrijver Prosper Mérimée over de noodlottige driehoeksverhouding tussen het fabrieksmeisje Carmen en haar twee minnaars. In de versie uit 1919 was het verhaal verplaatst naar het Amsterdam van begin twintigste eeuw. De nieuwe Carmen van het Noorden speelt zich af in het Nederland van nu. De film werd gemaakt met een laag budget door gebruik te maken van beginnende acteurs en crewleden die voor alleen maar reiskosten en lichte vergoedingen meededen.
De muziek van de film, gemaakt door Perquisite, won een Gouden Kalf op het filmfestival van Utrecht (2009).